# Siedliska (Kuźnia Raciborska)

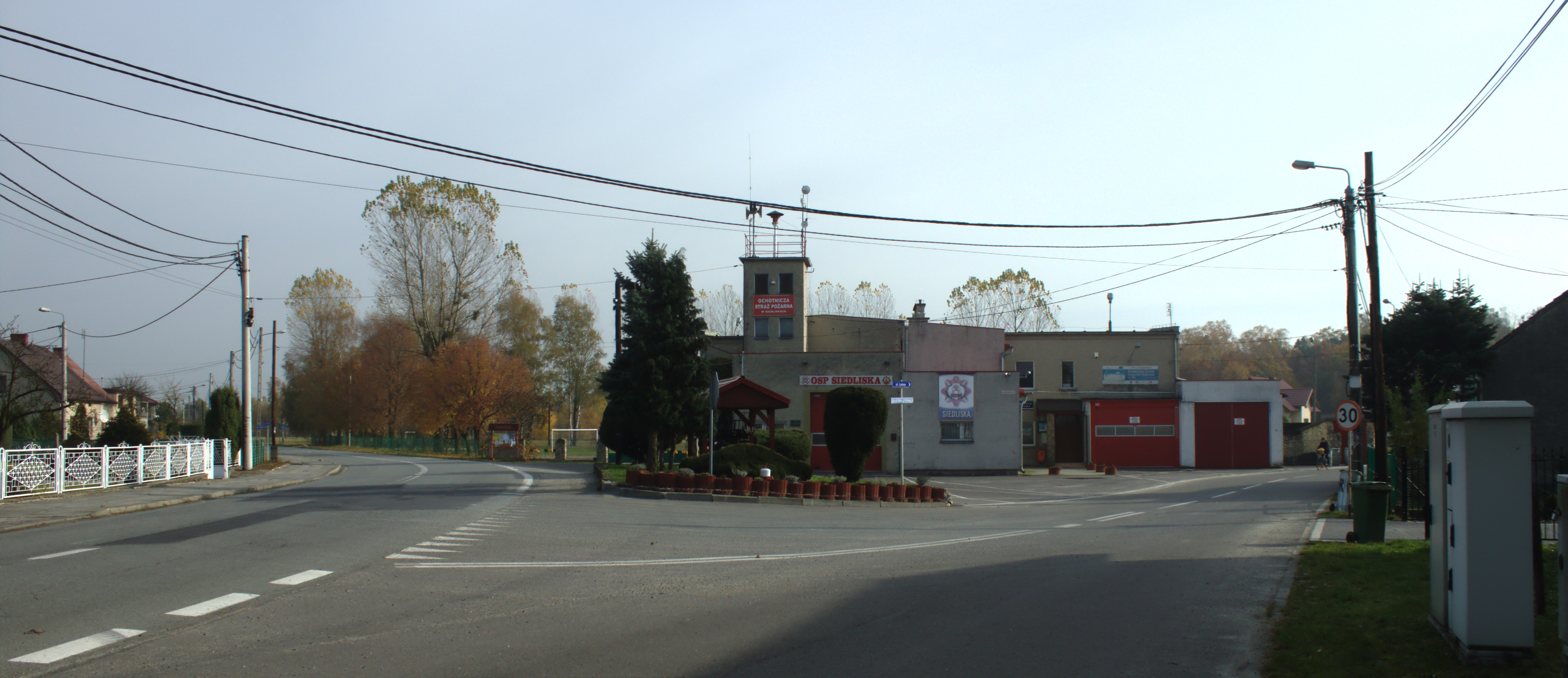
Hauptplatz von Siedliska

Siedliska (deutsch Siedlisk, 1936–1945 Siedel) ist ein Dorf in der Gmina Kuźnia Raciborska    im Powiat Raciborski der polnischen Woiwodschaft Schlesien. Das Dorf liegt an der Oder, bei dem Weg von Kuźnia Raciborska  nach Turze.

## Geschichte
Siedlisk wurde wahrscheinlich im 17. Jahrhundert gegründet. Das Dorf teilt seine Geschichte mit dem Nachbardorf Budzisk, denn sie wurden zusammen gegründet. Die Einwohner von Siedlisk arbeiteten im Wald, bei der Produktion des Holzes, was später zur Produktion von Holzkohle genutzt wurde. Heutzutage ist die Mehrheit der Einwohner außerhalb der Landwirtschaft tätig.